# REAL-EYES
REAL-EYES（リアライズ）は、JFL各局で放送された企画ネット番組である。
『TOKYO REAL-EYES』は、年間ライブを150本観に行くことで知られるライブ王こと藤田琢己がナビゲーターを務め、新しいアーティストをピックアップし応援する番組となっている。毎月第3水曜日に渋谷のO-nestで「LIVE SUPERNOVA」というイベントを行っている。

## 概要
- 起源はFM NORTH WAVEが立ち上げた『SAPPORO REAL-EYES』となっており[要出典]、これをJFL各局に規模を広げ、2005年4月に他の4局でもスタートさせた[要出典]。この頃からMcDonald'sがスポンサーに付いていたが[要出典]、2008年3月限りで同社がスポンサーを降板し[要出典]ZIP-FM・FM802・CROSS FM、2009年にNORTH WAVEでの放送を終了[要出典]した。以後はJ-WAVE「TOKYO REAL-EYES」だけの放送となっていたが、2016年9月30日（翌10月1日未明）の放送を以てJ-WAVEでの放送も終了した。
- タイトルは『今「REAL」を、みんなの目「EYES」で、認識「REALIZE」して欲しい』という意味が込められている[要出典]。
- 地元にゆかりのあるインディーズアーティストや新しくデビューするアーティストの音源などを放送し、地元アーティストを応援している。[要出典]

### J-WAVE
- 2014年10月からは、オープニングに、cinema staffの「地下室の花」[1]、エンディングに、la la larksの「28時」[2] が使われている。[要出典]

## JFL各局の放送時間・タイトル・DJ
2008年3月までは全局ともに日曜0時00分（土曜深夜）スタートでJ-WAVEとFM802では2時間番組、その他の局では1時間番組となっていた。
- J-WAVE

「TOKYO REAL-EYES」（トウキョウ・リアライズ） ナビゲーター:藤田琢己
放送時間は次のとおり。
- 日曜（土曜深夜）0:00 - 2:00(2005年4月 - 2008年3月)
- 日曜（土曜深夜）1:00 - 3:00(2008年4月 - 9月)
- 土曜（金曜深夜）0:30 - 4:00(2008年10月 - 2009年3月)
- 土曜（金曜深夜）0:00 - 3:00(2009年4月 - 2014年9月)
- 金曜23:30 - 3:00(2014年10月 - 2016年3月)
- 土曜（金曜深夜）0:30 - 翌3:00(2016年4月 - 番組終了)

- ZIP-FM

日曜（土曜深夜）0:00 - 1:00「ZIP REAL-EYES」（ジップ・リアライズ） ミュージック・ナビゲーター:澤田修
- FM802

日曜（土曜深夜）0:00 - 2:00「REAL-EYES 802」（リアライズ・エイト・オー・ツー） DJ:ちわきまゆみ
2005年3月まで同枠で放送していた『MUSIC INN #802』の事実上の続編となっており、前番組から続くコーナーもある。
2008年4月からは同じDJによる「Pop'n'Nuggets」としてリニューアルした。
- CROSS FM

日曜（土曜深夜）0:00 - 1:00「Kyusyu Real-eyes」（キュウシュウ・リアライズ） ナビゲーター:MASAKI
- FM NORTH WAVE

日曜（土曜深夜）0:00-1:00「SAPPORO REAL-EYES」（サッポロ・リアライズ） DJ:テツヤ
2003年から2008年3月まではサトミがDJを担当。

## 主なコーナー
J-WAVE
- SPEAK OUT! ナビゲーター:SHISHAMO(2015年4月 - )

2008年10月3日深夜から放送開始。アーティストがここだけのぶっちゃけトークを繰り広げる。
過去のナビゲーターは以下の通り。
- - MiChi（2008年10月3日 - 2008年12月26日）
  - flumpool（2009年1月2日 - 2009年03月29日）
  - 阿部真央（2009年4月3日 - 2009年6月28日）
  - 星羅（2009年7月3日 - 2009年12月27日）
  - school food punishment（2010年1月1日 - 2010年3月27日）
  - 志磨遼平（毛皮のマリーズ）（2010年4月2日 - 2011年3月25日)
  - NIKIIE（2011年4月1日 - 2011年7月30日）
  - 内澤崇仁（androp）、（2011年8月6日 - 2011年10月1日）
  - 高橋優（2011年10月8日 - 2012年3月31日）
  - 平田ぱんだ（THE BOHEMIANS）、（2012年4月6日 - 2013年3月30日）
  - 飯田瑞規（cinema staff）、（2013年4月6日 - 2013年12月28日）
  - 佐藤千明（赤い公園）、（2014年1月4日 - 2015年3月28日）
  - IMOARAIZAKA RECORD
  - IMOARAIZAKA RECORD STUDIO
- TOKYO DEEP（2007年4月 - 2014年6月）
- JACK DANIEL'S JACK THE MUSIC FESTIVAL（2014年7月 - 2014年9月）
- NIPPON SEKIJUJISHA "GAKUKEN" The Reason Why（2014年10月 - 2015年3月）

南沢奈央による献血広報番組（内包番組） 。
5局共通で放送されていたコーナー
- JFL BEAT CONNECTION
  - JFL5局がイチオシの1アーティストを毎週持ち回りで各局のDJが紹介。
- ADVANCE WARNING
  - MTVで放送されているADVANCE WARNINGがおすすめするアーティストをフラッシュで紹介。

## LIVE SUPERNOVA
毎月第3水曜日に渋谷のO-nestで行なわれているTOKYO REAL-EYESのライブ・イベント。基本的にデビューしたばかりの新人もしくはインディーズのアーティスト3組が出演する。MCの藤田琢己が開場時、転換の間にDJをして会場を盛り上げている。また、転換時にアーティストサイン入りのTシャツが当たるプレゼントタイムが恒例で実施されている。
過去には、Superfly、YUI、サカナクション、秦基博、flumpoolなど、その後、大ブレイクしたアーティストも多数出演している。不定期で拡大版を1500人〜3000人キャパの別会場（ZEPPやSTUDIO COAST）で開催しており、9mm Parabellum Bullet、凛として時雨、The Birthday、the pillows、ONE OK ROCKなどが出演している。
2015年6月7日には日比谷野外大音楽堂で「LIVE SUPERNOVA 野音DX」の拡大版が開催された。